# فریوکا یوترلا
فریوکا یوترلا بید (حشره) ای از راسته	پروانه‌سانان و خانواده شاپرک‌های قارچ می‌باشد. این حشره در قاره آمریکا و هوای مرطوب یافت می‌شود.
منبع غذایی این حشره تارعنکبوت و ابریشم ساخته شده توسط دیگر بندپایان است.